# (2935) Naerum
(2935) Naerum est un astéroïde de la ceinture principale.

## Description
(2935) Naerum est un astéroïde de la ceinture principale. Il fut découvert le 24 octobre 1976 à La Silla par Richard M. West. Il présente une orbite caractérisée par un demi-grand axe de 2,60 UA, une excentricité de 0,12 et une inclinaison de 13,1° par rapport à l'écliptique.

## Compléments